# Asterix en Cleopatra
Asterix en Cleopatra is het zesde album in de Asterix-stripreeks van René Goscinny en Albert Uderzo.

## Inhoud
Het verhaal begint met een ruzie tussen Julius Caesar en Cleopatra VII. Caesar vindt de Egyptenaren namelijk decadent, hoewel ze in het verleden grootse bouwwerken hebben gemaakt. Woedend gaat Cleopatra een weddenschap aan: ze zal in slechts drie maanden tijd een nieuw paleis laten bouwen voor Caesar in Alexandrië. Ze geeft deze haast onmogelijke opdracht aan de architect Tekenis (Numérobis). Als hij slaagt, zal ze hem met goud overladen. Als hij faalt, zal hij voor de heilige krokodillen worden gegooid.
Tekenis weet dat hij zonder hulp nooit kan slagen en reist af naar Gallië om hulp te vragen aan zijn oude vriend Panoramix. Deze wil best wel mee naar Egypte en Asterix en Obelix willen ook mee. Tegen Asterix’ wil in neemt Obelix Idéfix mee.
Dankzij de toverdrank van Panoramix gaat het werk voorspoedig, maar de Galliërs worden tegengewerkt door Tekenis’ aartsrivaal Plurkis: hij saboteert met zijn handlanger Caponis het transport van nieuwe stenen voor het paleis, zorgt ervoor dat de arbeiders die aan het paleis bouwen gaan staken, laat Asterix, Obelix en Panoramix opsluiten in een piramide door zijn handlanger, Caponis, ontvoert Tekenis en stuurt Cleopatra uit naam van de Galliërs een vergiftigde taart. De Galliërs weten zich echter uit elke situatie te redden en uiteindelijk worden Caponis en Plurkis verschalkt en gedwongen mee te helpen aan de bouw van het paleis.
Caesar krijgt te horen dat de Galliërs Tekenis helpen en dat het paleis bijna voltooid is; hij maakt plannen om het paleis voor die tijd te verwoesten. De Galliërs weten de eerste aanvallen af te slaan, maar wanneer Caesar katapulten laat komen moeten ze hulp van Cleopatra inroepen. Dankzij Asterix wordt Cleopatra tijdig gewaarschuwd en komt ze naar het paleis om Caesar te laten ophouden.
Het paleis is op tijd voltooid en Tekenis krijgt zijn beloning. Ook de Galliërs krijgen geschenken.

## Personages
Naast de bekende helden, zijn volgende personages in dit album aanwezig: 
- Cleopatra, de Egyptische vorstin, wier neus en flair voor drama en bombast uitvergroot worden, terwijl haar karakter gebaseerd is op Elizabeth Taylors portrettering in de film over Cleopatra.
- Tekenis, de architect die door Cleopatra aangesteld wordt om het paleis voor Caesar in drie maanden te bouwen. Zijn talent is twijfelachtig, maar dankzij Panoramix wordt deze handicap duchtig recht getrokken. Naar "Teken eens". Frans Numérobis - nummer twee of bisnummer.
- Plurkis, in latere vertalingen Stennis, de rivaal van Tekenis. Naar een plurk, een Nederlands woord voor een schurk. Frans Amonbofis - aan mijn goede zoon / schoonzoon.
- Caponis, in latere vertalingen Kissebis, de handlanger van Plurkis.  Zweert de haren nooit meer af te scheren indien de Galliërs hem te slim af zouden zijn (en dus een flinke bos kweekt). Naam verwijst naar Al Capone. Zijn naam in de latere uitgaven, Kissebis, is dan weer een zegswijze voor heftig discuteren, tot beledigen toe. Frans Tournevis - schroevendraaier.
- Klerkis, in latere vertalingen Aapnootmis, de secretaris van Tekenis. Frans Misenplis - watergolven. Zijn aanvankelijke Nederlandse naam verwijst naar een (kantoor)klerk, de latere naar aap noot mies, de eerste woorden op een bekend Nederlands leesplankje.
- Ginfis, de Egyptische spion van Caesar. Woordspeling op Gin Fizz, een aperitief op basis van gin.
- De voorproever van Cleopatra, die door de vergiftigde taart een ernstig maagprobleem krijgt. Dankzij Panoramix wordt hij genezen en krijgt hij een andere taak, zodat hij weer gewone kost kan eten.
- De kapitein van de stenentransporters.

## Notities
- Als Tekenis in het Gallische dorp komt, begroet hij Panoramix met "Je suis, mon cher ami, très heureux de te voir". Panoramix antwoordt daarop "Dat is een Alexandrijn". Dat kan betekenen dat de bezoeker uit Alexandrië komt, maar ook dat zijn begroeting uit zes jamben bestaat.[1]
- Elders in het boek wordt in een voetnoot vermeld dat een alexandrijn uit 12 voeten bestaat en dat een voet 33 cm is. Hierbij is verwarring tussen versvoeten en de lengtemaat voet. De noot is onjuist, er zijn in werkelijkheid slechts zes versvoeten in een alexandrijn (maar wel twaalf lettergrepen).
- Bepaalde scènes uit Asterix en Cleopatra, zoals de reusachtige rijdende sfinx, zijn een parodie op de film Cleopatra (1963), die toen in de bioscoop liep. De cover van het album is een parodie op de filmposter, net als het theatrale waarmee Cleopatra zich bereid verklaart te tonen "hoe dapper een koningin sterven kan". De aankondiging van het verhaal in Pilote en de oorspronkelijke cover (ook de eerste edities in het Nederlands) van het album bevatten een opsomming van het gebruikte werkmateriaal voor dit verhaal (hoeveelheid Oost-Indische inkt, aantal gommen, hoeveelheid bier ...), wat verwijst naar de hoge productiekosten van de film.[1]
- De Egyptenaren in het verhaal "spreken" veelal in hiërogliefen, sommige verzonnen, andere gebaseerd op bekende exemplaren. De stenenleverancier die na wat klappen van Obelix uitleg geeft, citeert het Egyptisch dodenboek. De betekenis is echter fictief.[1]
- Zowel in de strip als in de tekenfilmversie wordt de draak gestoken met de gebrekkige nasynchronisatie van films: de mond van de personages komt dan niet overeen met hetgeen ze zeggen.[1]
- Dit is het enige album naast De beproeving van Obelix waarin Obelix toch van de toverdrank drinkt. Hij krijgt een paar druppels omdat hij door een massief stenen deur moet breken.
- In dit album wordt Idéfix, die tijdens het vorige album voor het eerst opdook, voor het eerst bij naam genoemd.
- De mannelijke Egyptenaren hebben allemaal een naam eindigend op -is. In lijn met de woordspelingen bij de Gallische namen, zijn ook de Egyptische aldus gevormd: Tekenis (teken eens), Plurkis (een plurk of schurk) enzovoorts.
- Voor de tweede keer wordt weergegeven hoe Obelix en Asterix heftige woordenwisselingen hebben over trivialiteiten die even snel weer vergeten worden (de eerste keer gebeurt dit in De ronde van Gallia). Dit onder meer over hoe Obelix de kleine Idéfix mee neemt en Asterix daar zijn zegje over heeft.
- Obelix trekt op een gegeven moment de lege transportschepen voort, verwijzend naar de bootsmannen van de Wolga.
- Obelix beklimt de Sfinx van Gizeh en breekt de neus af van het monument, hiermee een mogelijke verklaring gevend waardoor de neus af is gebroken en waar ze begraven zou kunnen liggen. In werkelijkheid lag het lichaam van de sfinx in de tijd van Cleopatra voor een groot deel onder het zand.
- Asterix, Obelix en Panoramix bezoeken de piramides van Gizeh. Panoramix haalt aan dat "twintig eeuwen op u neer kijken". Dit verwijst naar wat Napoleon Bonaparte zei toen hij de piramides begin negentiende eeuw bezocht en stelde dat "veertig eeuwen op hen neerkeken".[1] Dit klopt ongeveer, daar de historische context tussen Asterix en Napoleon bijna 2000 jaar uiteen ligt.
- Wanneer het schip van Tekenis in de nacht Egypte nadert, is een helder licht te zien aan de horizon. Het is de vuurtoren van Pharos, een van de Zeven Wereldwonderen.
- Er worden geregeld toespelingen gemaakt op de neus van Cleopatra. Dit verwijst naar Blaise Pascal, die in zijn Pensées veronderstelde dat de wereldgeschiedenis anders zou zijn verlopen als de neus van Cleopatra wat korter was geweest.
- Wanneer Asterix vertrekt uit het paleis van Cleopatra aan het einde van het verhaal, laat hij de Egyptische koningin weten dat ze altijd op de Galliërs een beroep mag doen, "bijvoorbeeld voor het graven van een kanaal". Dit verwijst naar het Suezkanaal dat door de latere Fransen (en Britten) wordt gegraven tussen Suez en de Rode Zee. Toen het album verscheen was de Suezcrisis nog maar net bezworen.
- In het Gallische dorp wordt een dobbelspel gespeeld, namelijk "CDXXI", dus "421", in Frankrijk een bekend spel. In andere talen wordt het spel aangepast aan de lokale context. De Nederlandse vertaling heeft het over drie zessen. Ook de krant die Stennis leest, werd in veel talen aangepast, telkens een parodie op een bestaande krant in die taal. De krant Pharaon-Soir (parodie op France-Soir) werd De Nijlbode, de reeksen Chéri-bibis (een stripbewerking van de romanreeks Chéri-Bibi uit France-Soir) en Isis de mon cœur (een verwijzing naar een fotoroman in France-Soir) werden StarToet en Susenwis (Suske en Wiske).[1]
- Als de Galliërs in Luxor komen, stelt Obelix voor om zo'n obelisk mee terug te nemen. Dit verwijst naar de obelisk van Luxor die door Napoleon naar Parijs werd gebracht. Nadat hij door Asterix terecht is gewezen, antwoordt Obelix "Nos opinions ne concordent jamais", een verwijzing naar Place de la Concorde in Parijs, waar de obelisk van Luxor thans staat.
- In de strip eindigt het verhaal met het traditionele banket, en daarna maakt Abraracourcix (die bij uitzondering niet op een schild wordt gedragen) Obelix het verwijt dat hij geen menhir, maar een korte obelisk heeft gehouwen, hoewel hij nog altijd Gallisch is. Ook dit lijkt een verwijzing naar de obelisk van Luxor.

## Verfilmingen
Deze strip is tweemaal verfilmd. De eerste film is de tekenfilm Asterix en Cleopatra uit 1968. De tweede is de live-actionfilm Asterix & Obelix: Missie Cleopatra uit 2002.
De tekenfilm volgt in het algemeen de strip, zij het met enkele extra's, zoals een woordje uitleg rond de Egyptische hiëroglyfen en dat hierdoor de lipbewegingen niet altijd overeen zouden komen met de te horen tekst, een stel piraten die telkens het onderspit delven voor de Galliërs (en ditmaal niet de bekende piraten uit de strip), een grappige badscène waarin Cleopatra met haar maanloze leeuw toonladders oefent en daarbij tot plezier van de koningin grandioos de kluns uithangt, een musicalnummer rond het bereiden van het vergiftigd gebak, een droomscène over eten door Obelix, de Egyptische spion, een stel potige huurlingen, en het keren van Cleopatra's voertuig.
De live-actionversie is ongeveer gelijklopend aan de strip op kleine details na, zoals ook hier de piraten mee doen, Asterix verliefd wordt op een hofdame en er allerlei kleine elementen aan zijn gepast om het verhaal beter te doen stromen.